# 阿容河
阿容河（法語：Ajon，法語發音：[aʒɔ̃]）是法国诺曼底大区卡尔瓦多斯省的河流，是奥东河的右支流，长12.1千米。